# Maktub (1994)
Maktub é uma obra de Paulo Coelho, publicada em 1994. Desde a infância ele gostava de escrever e mantinha um diário. No colégio, participava de concursos de poesia e cursos de teatro com o seu colega Paulo Cunha. No entanto, seu pai queria que ele fosse engenheiro e sua mãe o desestimulava a seguir a carreira de escritor.
Como escritor, ocupa as primeiras posições dos livros mais vendidos no mundo. Vendeu mais de 350 milhões de livros, em mais de 170 países, tendo suas obras traduzidas para 88 idiomas e sendo o autor mais vendido em língua portuguesa de todos os tempos, ultrapassando até mesmo Jorge Amado, cujas vendas somam 55 milhões de livros.
O livro em si é uma compilação de de suas melhores colunas publicadas na Folha de S.Paulo. Maktub não é um livro de conselhos, mas uma troca de experiências. A coletânea nasceu de um telefonema de Alcino Leite Neto, então diretor do caderno “Ilustrada” na Folha de S. Paulo. Paulo Coelho estava nos Estados Unidos e recebeu a proposta sem saber exatamente o que ia escrever. Mas o desafio era estimulante, e resolveu ir em frente; "viver é correr riscos".